# مارسل گرانویرز
مارسل گرانویرز (به اسپانیایی: Marcel Granollers) (زاده ۱۲ آوریل ۱۹۸۶- بارسلون) تنیس‌باز اهل کشور اسپانیا است.
گرانویرز در مسابقات بین‌المللی مهمی شرکت کرده است که می‌توان به صعود وی به مرحله نیمه نهایی مسابقات تنیس آزاد آمریکا و مسابقات تنیس آزاد استرالیا در بخش دونفره و همچنین قهرمانی در مسترز کاپ ۲۰۱۲ در بخش دونفره اشاره کرد، بهترین رتبه وی در رتبه‌بندی جهانی تنیس ۱۹ (۲۳ ژوئیه ۲۰۱۲) بوده است.